# Collet (botanique)
Pour les articles homonymes, voir Collet.

Schéma représentatif de l'anatomie d'une plante. 1. Appareil caulinaire 2. Appareil racinaire 3. Collet 4. Bourgeon terminal (apex caulinaire) 5. Limbe d'une feuille 6. Tige 7. Bourgeon axillaire 8. Pétiole 9. Entre-nœud 10. Nœud 11. Racine pivotante 12. Poils racinaires 13. Apex racinaire 14. Coiffe.

Le collet est une partie de la plante qui est comprise entre la tige et les racines. En termes plus techniques, il s'agit de la zone de transition entre le système racinaire et la tige feuillée des Trachéophytes.
Cette délimitation entre le système aérien (partie florale & partie foliaire) et le système souterrain (partie racinaire) présente la délimitation des deux systèmes de la plante. Chez certains végétaux, comme chez les carottes, le collet est très visible puisqu'il est coloré en noir.